# Johnny Eager
Johnny Eager är en amerikansk film från 1941 i regi av Mervyn LeRoy med Robert Taylor och Lana Turner i huvudrollerna. Skådespelaren Van Heflin tilldelades en Oscar för bästa manliga biroll för sin prestation som Jeff Hartnett. Den första kopian för den svenska marknaden blev totalförbjuden 1942, och filmen fick Sverigepremiär 1945 sedan mer än 100 meter film klippts bort av censuren.

## Handling
Den känslokalle brottslingen Johnny Eager har lurat sin övervakare att han numera är en hederligt arbetande taxichaufför, men i verkligheten är han ledare för ett illegalt spelsyndikat. Eager förälskar sig i Lisbeth Bard som hans övervakare presenterar för honom. När han får reda på att hon är styvdotter till åklagaren som satte honom i fängelse bestämmer han sig för att försöka utnyttja situationen.

## Rollista
- Robert Taylor - Johnny Eager
- Lana Turner - Lisbeth Bard
- Edward Arnold - John Benson Farrell
- Van Heflin - Jeff Hartnett
- Robert Sterling - Jimmy Courtney
- Patricia Dane - Garnet
- Glenda Farrell - Mae
- Henry O'Neill - Verne
- Diana Lewis - Judy
- Barry Nelson - Lew Rankin
- Charles Dingle - Marco
- Paul Stewart - Julio